# Eclipse Modeling Framework

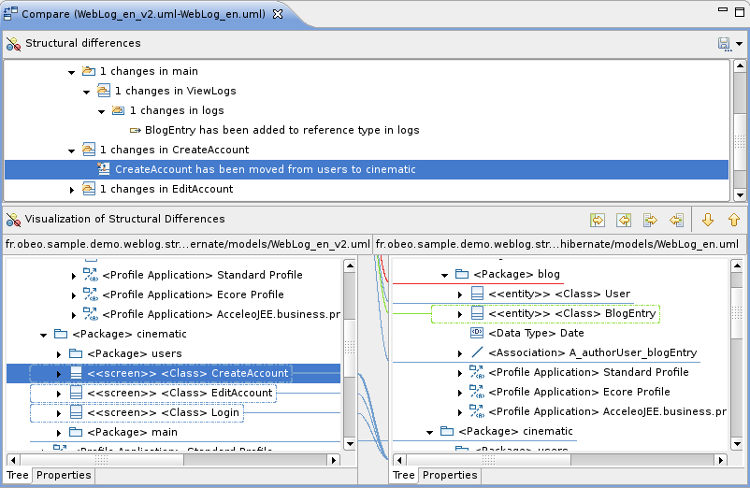

Eclipse Modeling Framework（EMF），是Eclipse组织推出的建模框架。它能够帮助软件开发人员将模型(UML, XSD等)转换成为健壮且功能丰富的Java代码。通过使用EMF，程序员编写的程序能免费的获得一个健壮的模型层，它通常比程序员自己手工编写的模型层更为健壮。事实上，有很多商业产品都使用了 EMF 来作为其模型层。由于 EMF 的广泛使用，Eclipse 组织为其推出了众多的周边模块。